# Episodi di Room for One More
La prima e unica stagione della serie televisiva Room for One More è andata in onda negli Stati Uniti dal 27 gennaio 1962 al 28 luglio 1962 sulla ABC.
| nº | Titolo originale                  | Prima TV USA     |
| -- | --------------------------------- | ---------------- |
| 0  | Add a Boy                         | 1962             |
| 1  | The Anniversary                   | 27 gennaio 1962  |
| 2  | Greeks Bearing Gifts              | 3 febbraio 1962  |
| 3  | Seated One Day at the Organ       | 10 febbraio 1962 |
| 4  | Girl from Sweden                  | 17 febbraio 1962 |
| 5  | Angel in the Attic                | 24 febbraio 1962 |
| 6  | A Trip to the Beach               | 3 marzo 1962     |
| 7  | This Gun for Sale                 | 10 marzo 1962    |
| 8  | Speaker of the House              | 17 marzo 1962    |
| 9  | Strength Through Money            | 24 marzo 1962    |
| 10 | I Retake This Woman               | 31 marzo 1962    |
| 11 | Love Thy Neighbor                 | 7 aprile 1962    |
| 12 | The Real George                   | 14 aprile 1962   |
| 13 | Two Many Parents                  | 21 aprile 1962   |
| 14 | Our Man in Brazil                 | 28 aprile 1962   |
| 15 | Flip's Loyalty Test               | 5 maggio 1962    |
| 16 | What Is It?                       | 12 maggio 1962   |
| 17 | King of the Little People         | 19 maggio 1962   |
| 18 | Danger: Man at Work               | 26 maggio 1962   |
| 19 | The Right Wrong Nimber            | 2 giugno 1962    |
| 20 | Little School House in Red        | 9 giugno 1962    |
| 21 | A New Twist                       | 16 giugno 1962   |
| 22 | Out at Home                       | 23 giugno 1962   |
| 23 | Happiness Is Just a State of Mind | 30 giugno 1962   |
| 24 | Bonjour, Rose Family              | 7 luglio 1962    |
| 25 | Ribbins and Beaus                 | 14 luglio 1962   |
| 26 | Son of a Boss                     | 28 luglio 1962   |

## Add a Boy
- Prima televisiva: 1962

### Trama
- Guest star:

## The Anniversary
- Prima televisiva: 27 gennaio 1962

### Trama
- Guest star: Howard McNear (Mr. Sommers), Jimmy Baird (Victor), Jack Albertson (Walter Burton), Wendell Holmes (giudice)

## Greeks Bearing Gifts
- Prima televisiva: 3 febbraio 1962

### Trama
- Guest star: Peter Mamakos (Pappas), Dan Tobin (Dan), Jack Albertson (Walter Burton), Dick Wessel

## Seated One Day at the Organ
- Prima televisiva: 10 febbraio 1962

### Trama
- Guest star: Jack Albertson (Walter Burton), Cheerio Meredith (Minerva), Henry Corden (Sal)

## Girl from Sweden
- Prima televisiva: 17 febbraio 1962

### Trama
- Guest star: Jack Albertson (Walter Burton), Sue Ane Langdon (Lisa), Robert Gothie (Stanley)

## Angel in the Attic
- Prima televisiva: 24 febbraio 1962

### Trama
- Guest star: Sheila Bromley (Miss Kenyon), Jimmy Gaines (Sam), Frank Jenks (Anderson)

## A Trip to the Beach
- Prima televisiva: 3 marzo 1962

### Trama
- Guest star: John Hiestand (Jason), Tommy Farrell (Fred), Casey Peters (Richard)

## This Gun for Sale
- Prima televisiva: 10 marzo 1962

### Trama
- Guest star: Gary Vinson (Alvin)

## Speaker of the House
- Prima televisiva: 17 marzo 1962

### Trama
- Guest star: Tommy Farrell (Fred), Marie Blake (Mrs. Yancy), Byron Morrow

## Strength Through Money
- Prima televisiva: 24 marzo 1962

### Trama
- Guest star: John Hiestand (Jason), Tommy Farrell (Fred)

## I Retake This Woman
- Prima televisiva: 31 marzo 1962

### Trama
- Guest star: Debbie Megowan (Shirley), Tommy Farrell (Fred), Pitt Herbert (License Clerk)

## Love Thy Neighbor
- Prima televisiva: 7 aprile 1962

### Trama
- Guest star: Jack Albertson (Walter Burton), Anna-Lisa (Helen), Dan Tobin (Dan Nesbitt)

## The Real George
- Prima televisiva: 14 aprile 1962

### Trama
- Guest star: John Fiedler (Wilson)

## Two Many Parents
- Prima televisiva: 21 aprile 1962

### Trama
- Guest star: Alice Reinheart (Helen), William Sargent (David), Jack Davis (Tommy), Robert P. Lieb (Bill)

## Our Man in Brazil
- Prima televisiva: 28 aprile 1962

### Trama
- Guest star: John Hiestand (Jason), Tommy Farrell (Fred), Sandy Kenyon (Bruce)

## Flip's Loyalty Test
- Prima televisiva: 5 maggio 1962

### Trama
- Guest star: Craig Marshall (ragazza di Art), George Cisar (lavoratore)

## What Is It?
- Prima televisiva: 12 maggio 1962

### Trama
- Guest star: John Hiestand (Mr. Jason), Sandra Gould (Mrs. Jason), Walter Baldwin (Mr. Farr)

## King of the Little People
- Prima televisiva: 19 maggio 1962

### Trama
- Guest star: Jack Albertson (Walter Burton), Don Mcart (Perry), Dorothy Ford (Bridget)

## Danger: Man at Work
- Prima televisiva: 26 maggio 1962

### Trama
- Guest star: Richard Tyler (Wilfred), John Hiestand (Jason), Diane Hall (Millie)

## The Right Wrong Nimber
- Prima televisiva: 2 giugno 1962

### Trama
- Guest star: Robert Q. Lewis (Casey), Patty Sanborn (Jeff)

## Little School House in Red
- Prima televisiva: 9 giugno 1962

### Trama
- Guest star: Sara Seegar (Elsie), Benny Baker (Jedson), Hazel Shermet (Mrs. Nelson)

## A New Twist
- Prima televisiva: 16 giugno 1962

### Trama
- Guest star: Glen Vernon (Woody), Dan Tobin (Dan Nesbit), Jack Albertson (Walter Burton), Bob Hastings (Oscar), William Woodson (dottor Wallace)

## Out at Home
- Prima televisiva: 23 giugno 1962

### Trama
- Guest star: Maudie Prickett (Miss Aiken)

## Happiness Is Just a State of Mind
- Prima televisiva: 30 giugno 1962

### Trama
- Guest star: Robert Rockwell (Mason), Dorothea Lord (Julia)

## Bonjour, Rose Family
- Prima televisiva: 7 luglio 1962

### Trama
- Guest star: Craig Marshall (Art), Michel Petit (Marcel), Sarah Selby (Mrs. Robinson)

## Ribbins and Beaus
- Prima televisiva: 14 luglio 1962

### Trama
- Guest star: Buzz Martin (Conrad), Jenny Maxwell (Marcia), George Spicer (Eddie)

## Son of a Boss
- Prima televisiva: 28 luglio 1962

### Trama
- Guest star: Parley Baer (Mr. Bailey), Rickie Sorensen (Calvin), Jack Albertson (Walter Burton), Amzie Strickland (Mrs. Bailey)